# Larry Kramer
Pour les articles homonymes, voir Kramer.
Larry Kramer est un écrivain et scénariste américain né le 25 juin 1935 à Bridgeport (Connecticut) et mort le 27 mai 2020 à Manhattan (New York). Il s'est particulièrement fait remarquer en tant que militant pour les droits des homosexuels et contre le sida.

## Biographie

### Enfance et formation
Cette section ne s'appuie pas, ou pas assez, sur des sources secondaires ou tertiaires indépendantes du sujet.

Pour l'améliorer, ajoutez-en, ou placez des modèles {{Source secondaire souhaitée}} ou {{Source secondaire nécessaire}} sur les passages mal sourcés. (décembre 2023)
Larry Kramer est né le 25 juin 1935 à Bridgeport (Connecticut) et grandit près de Washington. Fils d'un avocat et d'une travailleuse sociale pour la Croix-Rouge, il a un frère aîné, Arthur Kramer, qui devient lui aussi avocat à New York. Larry Kramer suit des études secondaires à la Woodrow Wilson High School à Washington. Il a une relation difficile avec son père : selon lui, celui-ci le frappait et lui lançait des injures homophobes. Originellement, Larry Kramer voulait aller à l'université Harvard, mais son père a déchiré son inscription. Plus tard, il intègre l'université de Yale, comme son père et son frère avant lui.
En octobre 1953, pendant sa première année à Yale, Larry Kramer fait une tentative de suicide par surdosage d'aspirine,. Par la suite, il fait son coming out à son frère Arthur, qui lui apporte un soutien psychologique. Pendant cette période, il est membre du Glee Club de l'université.
Après ses études, Larry Kramer s'enrôle dans les forces armées des États-Unis. Il est notamment stationné à Governors Island, où il peut visiter Manhattan et le quartier de Greenwich Village, bien connu pour son association au mouvement de libération gay.

### Débuts de carrière
Cette section ne s'appuie pas, ou pas assez, sur des sources secondaires ou tertiaires indépendantes du sujet.

Pour l'améliorer, ajoutez-en, ou placez des modèles {{Source secondaire souhaitée}} ou {{Source secondaire nécessaire}} sur les passages mal sourcés. (décembre 2023)
Son premier emploi hors l'armée est à la salle du courrier du William Morris Agency. Il prend ensuite un poste comme opérateur de téléscripteur à Columbia Pictures, où il demeure pendant environ un an. Il étudie le théâtre au Neighborhood Playhouse School of the Theatre avec Sanford Meisner et Sydney Pollack.
En 1960, Larry Kramer est à nouveau employé par Columbia Pictures en tant que lecteur de script. Il est invité par Mo Rothman à travailler au studio de Columbia à Londres en 1961. Il retourne à New York en 1965 pour travailler en tant qu'assistant de David V. Picker aux United Artists, mais il souhaite retourner en Europe travailler sur des films. Picker le nomme producteur assistant sur le film Trois petits tours et puis s'en vont (Here We Go Round the Mulberry Bush), Kramer en réécrit notamment le scénario.
Larry Kramer est ensuite producteur du film Love (Women in Love), une adaptation du roman Femmes amoureuses (Women in Love) par D. H. Lawrence, à la demande de Silvio Narizzano. Kramer souhaite que le dramaturge David Mercer écrive le scénario, ce qu'il finit par faire lui-même par faute de financement. Le film, sort en 1969, mis en scène par Ken Russell, est nommé pour quatre Oscars du cinéma, dont un pour le scénario de Kramer. Il écrit ensuite le scénario pour la comédie musicale Les Horizons perdus en 1970, remake du film de 1937 ; le film n'est pas un succès, mais Kramer peut investir l'argent qu'il a gagné et porter son attention vers son premier roman, Faggots, paru en 1978. Le roman est controversé car perçu comme condamnant du style de vie de la communauté gay.

### L'épidémie du sida
Cette section ne s'appuie pas, ou pas assez, sur des sources secondaires ou tertiaires indépendantes du sujet.

Pour l'améliorer, ajoutez-en, ou placez des modèles {{Source secondaire souhaitée}} ou {{Source secondaire nécessaire}} sur les passages mal sourcés. (décembre 2023)
Larry Kramer est l'un des premiers militants face à l'épidémie du sida. Il cofonde l'organisation Gay Men's Health Crisis (en) dès janvier 1982, quand l'épidémie terrifie mais reste mal connue scientifiquement. L'organisation est responsable de la première ligne directe d'info et d'aide sur le sida. Dès le début de l'organisation, Kramer a une relation difficile avec le maire de New York, Ed Koch, ne le trouvant pas assez impliqué dans la crise.
À la suite de nombreux désaccords avec les membres de Gay Men's Health Crisis, Larry Kramer quitte l'organisation. Il en fonde une nouvelle pour affronter la crise du sida, Act Up, en 1987. Il donne un discours cette même année au Lesbian and Gay Community Services Center, puis il publie un op-ed dans le New York Times reprochant à la Food and Drug Administration le manque d'accès à des traitements contre le sida. Act Up est reconnu pour avoir changé l'attitude de la Food and Drug Administration, des National Institutes of Health et du Congrès des États-Unis sur le sida et le traitement des patients. Cependant, l'organisation a également attiré de la controverse pour la distribution de médicaments qui n'avait pas été suffisamment testées.
Larry Kramer est connu durant les années de l'épidémie pour son attitude militante et ses coups d'éclat. Il est l'un des manifestants contre le cardinal John Joseph O'Connor le 10 décembre 1989 à la Cathédrale Saint-Patrick de New York, et il organise ou participe à d'autres actions manifestantes, tels que couvrir la maison du sénateur Jesse Helms d'un préservatif géant et la fermeture du New York Stock Exchange par des manifestants.

#### The Normal HeartetThe Destiny of Me
Ses pièces de théâtre The Normal Heart (1985) et The Destiny of Me (1992) sont des pièces autobiographiques sur l'épidémie du sida. The Normal Heart est une pièce réaliste qui présente une version fictive de la fondation de Gay Men's Health Crisis au début de l'épidémie. Le personnage principal, Ned Weeks, est l'équivalent de Kramer, et tout comme Kramer et son frère Arthur, Ned est aidé après un certain temps par son frère hétérosexuel Ben.
The Destiny of Me est une pièce rétrospective qui suit The Normal Heart, où Ned dialogue avec une version plus jeune de lui-même, Alexander, pendant qu'il reçoit des traitements pour le sida. La pièce a reçu de nombreuses distinctions, dont un prix Obie pour l'écriture dramatique, et des nominations aux prix Pulitzer et prix Lambda Literary.
The Normal Heart a été adapté comme téléfilm en 2014 ; Kramer a écrit le scénario pour le film. Une adaptation de The Destiny of Me, également avec scénario de Kramer, a été discutée à la suite du succès de The Normal Heart.

### Larry Kramer Initiative for Lesbian and Gay Studies
Le 2 avril 2001, l'université Yale fonde le Larry Kramer Initiative for Lesbian and Gay Studies. Larry Kramer demandait que l'institution entreprenne une telle initiative depuis 1997 et il a fallu l'appui financier de son frère Arthur pour que l'université accepte,.

### Santé
Larry Kramer contracte le virus de l'immunodéficience humaine et l'hépatite B dans les années 1970. Il est identifié comme séropositif en 1988. En 2001, on lui a donné six mois à vivre en raison de l'hépatopathie, et il est initialement inéligible pour une transplantation hépatique. Il reçoit cependant la transplantation le 21 décembre 2001 pendant une chirurgie de treize heures à Pittsburgh. Un journal titre : « L'activiste anti-sida Larry Kramer est mort » (« AIDS activist Larry Kramer dies ») par erreur, puisque Kramer survit à l'opération .

### Décès
Larry Kramer meurt d'une pneumonie le 27 mai 2020, à l'âge de 84 ans,,.

### Vie privée
Larry Kramer était marié à David Webster, un architecte rencontré dans les années 1970 et qu'il épouse le 3 juillet 2013 dans le NYU Langone Medical Center, où Larry Kramer reçoit des traitements à la suite d'une chirurgie de pontage. Il a utilisé leur relation comme inspiration pour son premier roman, Faggots.

## Ouvrages

### Théâtre
- Sissies' Scrapbook (1972)[13]
- Four Friends (1973)[13]
- The Normal Heart (1985)[13]
- Just Say No, A Play About a Farce (1988)[13]
- The Destiny of Me (1992) — suite de The Normal Heart[13]

### Fiction
- Faggots (1978)[14]
- The American People: Volume 1: Search for My Heart (2015)[15]
- The American People: Volume 2: The Brutality of Fact (2020)[16]

### Documentaire
- Reports from the Holocaust: The Story of an AIDS Activist (1989)[14]

## Filmographie

### En tant que scénariste
- 1968 : Trois petits tours et puis s'en vont (Here We Go Round the Mulberry Bush) - également producteur associé
- 1969 : Love (Women in Love) - également producteur
- 1973 : Les Horizons perdus (Lost Horizon)
- 2014 : The Normal Heart (Un cœur normal au Québec)

- 2015 : Destiny of Me

### Autres
- 1978 : Emerald City :  lui-même — talk-show (émission du 11 juin 1978)
- 1983 : Our Time (série documentaire) :  lui-même (émission « AIDS »)
- 1989 : Common Threads: Stories from the Quilt (documentaire) :  lui-même
- 1990 : Positive (documentaire) :  lui-même
- 1990 : The Media Show (série documentaire) :  lui-même (émission « Red, Hot & Blue - AIDS and the Media »)
- 1993 : Larry Kramer (talk show) :  lui-même
- 1995-2005 : Charlie Rose (talk show) :  lui-même (émissions du 18 janvier 1995, 12 juillet 1996, et 19 juillet 2005)
- 1999 : After Stonewall (documentaire) :  lui-même
- 1999 : Stagestruck: Gay Theatre in the 20th Century (série documentaire) :  lui-même
- 2001 : 60 Minutes (série documentaire) :  lui-même (émissions « The Osprey/Nothing More to Worry About?/Zimbabwe » et « President Simmons/The Earth Liberation Front/Nothing More to Worry About? »)
- 2001 : The Papp Project (documentaire) :  lui-même
- 2002 : Phooey, Rosa (documentaire) :  lui-même
- 2003 : When Ocean Meets Sky (documentaire) :  lui-même
- 2005 : Gay Sex in the 70s (documentaire) :  lui-même
- 2005 : The Evolution Will Be Televised (documentaire) :  lui-même
- 2008 : Sex Positive (documentaire) :  lui-même
- 2008 : Facing a New Age (court métrage documentaire) :  lui-même
- 2009 : Outrage (documentaire) :  lui-même
- 2011 : Making the Boys (documentaire) :  lui-même
- 2011 : Vito (documentaire) :  lui-même
- 2011 : 30 Years from Here (documentaire) :  lui-même
- 2011 : Theater Talk :  lui-même (émission « John Leguizamo's Ghetto Klown ; The Normal Heart playwright Larry Kramer »)
- 2012 : How to Survive a Plague (documentaire) :  lui-même
- 2012 : Act Up! (documentaire) :  lui-même
- 2012 : United in Anger: A History of ACT UP (documentaire) :  lui-même
- 2012 : Corpus Christi: Playing with Redemption (documentaire) :  lui-même
- 2013 : The Out List (documentaire) :  lui-même
- 2013 : Let the Record Show (documentaire) :  lui-même
- 2014 : Entertainment Tonight :  lui-même (émissions du 7 et 10 mai 2014)
- 2015 : Larry Kramer in Love and Anger (documentaire) :  lui-même
- 2016 : The Eighties (série documentaire) :  lui-même (émission « The Fight Against AIDS »)
- 2016 : The Legacy Project (série documentaire) :  lui-même (émission « Larry Kramer & George C. Wolfe »)
- 2017 : Burden of Genius (documentaire) :  lui-même — documentaire
- 2018 : Every Act of Life (documentaire) :  lui-même — documentaire
- 2020 : Visible: Out on Television :  lui-même — série documentaire (émission « The Epidemic »)

## Distinctions

### Récompenses
- Obie Awards 1993 : Meilleur dramaturge pour The Destiny of Me[5]
- Académie américaine des arts et des lettres 1996 : Arts and Letters Award[17]
- PEN/Laura Pels International Foundation for Theater Award 2013[18]
- Tony Awards 2013 : Isabelle Stevenson Award[19]

### Nominations
- British Academy Film Awards 1970 : Meilleur scénario pour Love[20]
- Oscars 1970 : Oscar du meilleur scénario adapté pour Love[21]
- Prix Lambda Literary 1993 : Prix Lambda Literary pour le théâtre pour The Destiny of Me[7]
- Prix Pulitzer 1993 : finaliste du Prix Pulitzer de l'œuvre théâtrale pour The Destiny of Me[6]
- Primetime Emmy Awards 2014 : Primetime Emmy Award du meilleur scénario pour une mini-série ou un téléfilm pour The Normal Heart[22]